# 切尔尼亚戈
切尔尼亚戈（義大利語：Cergnago），是意大利帕维亚省的一个市镇。总面积13.61平方公里，人口759人，人口密度55.8人/平方公里（2009年）。国家统计（ISTAT）代码为018045。